# Mictoschema swierstrai
Mictoschema swierstrai là một loài bướm đêm trong họ Geometridae.